# The Creation of the Universe
The Creation of the Universe es un álbum en directo de Lou Reed, editado en 2008.
Reed estrena aquí a su nueva banda, bautizada Metal Machine Trio, siendo el único álbum con esta formación, y recordando al también atípico y experimental Metal Machine Music, de 1975.
Lou Reed, a cargo de la guitarra eléctrica, es acompañado por Ulrich Krieger en saxo tenor, y Sarth Calhoun en "continuum fingerboard" respectivamente; el disco, grabado en el REDCAT Theater de Los Ángeles en octubre de 2008, consiste básicamente en música instrumental improvisada, mayormente obscura y con aditamentos de música electrónica.
Este trabajo, en principio, estuvo disponible en una variedad de formatos a través del sitio de internet de Lou Reed, incluyendo, MP3, Flac, Doble CD, y CD en edición deluxe.
El álbum está simplemente dividido en dos extensos tracks: "Night 1" y "Night 2", de unos 55 minutos de duración cada uno.

## Lista de temas
1. "Night 1" - 54:57
2. "Night 2" - 55:49